# Pauvre Boris
 (février 2017).
Si vous disposez d'ouvrages ou d'articles de référence ou si vous connaissez des sites web de qualité traitant du thème abordé ici, merci de compléter l'article en donnant les références utiles à sa vérifiabilité et en les liant à la section « Notes et références ».
 (janvier 2017).
- Si vous ne connaissez pas le sujet, laissez ce bandeau (vous pouvez alors contacter les auteurs).
- Si vous supprimez le contenu mis en cause (vous pouvez préalablement contacter les auteurs),

argumentez précisément cette suppression dans la page de discussion
(un manque de référence n'est pas un argument ; une recherche réelle de référence doit avoir été effectuée, être formellement documentée).
Pistes de Maria
Chanson pour toi
Pauvre Boris est une chanson de l'auteur-compositeur-interprète Jean Ferrat, parue en 1967, sur l'album Maria (dont elle est le dixième et dernier titre).
Jean Ferrat l’enregistre, à Paris, dans la période du 27 au 30 décembre 1966, au studio Barclay. La chanson est un hommage à Boris Vian auteur du titre Le Déserteur particulièrement évoqué par Jean Ferrat.

## Histoire
«  Tu vois rien n’a vraiment changé 

Depuis que tu nous as quittés »
Jean Ferrat termine chacun des couplets de sa chanson par « Pauvre Boris », ce réputé pessimiste. Boris Vian fut lui-même très controversé à son époque. Auteur de la chanson Le déserteur, doté d’un texte profondément anti-militariste et sorti en février 1954 (à la fin de la guerre d’Indochine - 1946 / 1954 - et avant la guerre d’Algérie - 1954 / 1962), et immédiatement censuré...
Ferrat évoque cette censure et raille le fait qu'alors, en 1966, le chanteur Richard Anthony connait un grand succès avec la reprise de la chanson de Vian : 
«  L’autre jour on a bien ri

Il paraît que « Le déserteur » 
Est un des grands succès de l’heure 
Quand c’est chanté par Anthony
Voilà quinze ans qu’en Indochine
La France se déshonorait
Et l’on te traitait de vermine
De dire que tu n’irais jamais
Si tu les vois sur leurs guitares
Ajuster tes petits couplets
Avec quinze ans de retard
Ce que tu dois en rigoler

Pauvre Boris »
(Texte Jean Ferrat, extraits)

Jean Ferrat rappelle que l’artiste fut un incompris de son vivant.